# جسی دا سیلوا
جسی دا سیلوا (انگلیسی: Jessi Da Silva؛ زادهٔ ۱۵ آوریل ۲۰۰۸) بازیکن فوتبال است که در حال حاضر برای کلوب نکست در پست بال راست بازی می‌کند.
وی همچنین در تیم‌های ملی فوتبال زیر ۱۵ سال بلژیک بازی کرده است.

## دوران باشگاهی
در سال ۲۰۱۹، دا سیلوا از آکادمی جوانان دیخم اسپورت به آکادمی کلوب بروژ منتقل شد. در ژوئیهٔ ۲۰۲۳، او نخستین قرارداد حرفه‌ای خود را با این باشگاه امضا کرد.
در ۲۵ اوت ۲۰۲۳، او نخستین بازی حرفه‌ای خود را برای کلوب نکست در لیگ دسته اول بی فوتبال بلژیک انجام داد؛ در سومین هفتهٔ فصل، سرمربی نیکی هاین او را در دقیقهٔ ۸۵ به زمین فرستاد. در آن زمان دا سیلوا تنها ۱۵ سال و ۴ ماه و ۱۰ روز سن داشت و بدین ترتیب، جوان‌ترین بازیکن تاریخ فوتبال حرفه‌ای بلژیک شد؛ این اتفاق تنها دو هفته پس از آن رخ داد که نونزیو انگواندا نخستین بازیکن پانزده‌ساله بود که در لیگ دسته اول بی به میدان رفته بود.